# Oleguer Bellavista i Bou
Oleguer Bellavista i Bou   (Sabadell, 5 de març de 1928 - Centelles, 29 de novembre de 2005) fou un capellà i activista català especialitzat en moviments catòlics obrers.

## Biografia
Va exercir de capellà durant vint-i-vuit anys essent rector d'un barri obrer a la ciutat de Cornellà de Llobregat durant més de deu anys. Secularitzat posteriorment, va treballar a l'Arxiu Diocesà i va ser professor de religió a l'Institut Eugeni d'Ors de Badalona; consiliari durant més de vint anys dels moviments obrers ACO (Acció Catòlica Obrera) i JOC (Joventut Obrera Catòlica); secretari del Grup Cristià de Promoció i defensa dels drets humans (1970-1975); fundador i director durant catorze anys de la revista Correspondència (1963-1977); i secretari del Grup de No-Alineats, membres de l'Assemblea de Catalunya.
Fundador i secretari de la Trobada Permanent d'Entitats d'Església (1975-1981), fundador i director de l'Arxiu Històric Municipal de Centelles (Osona) des de la seva fundació l'any 1988 fins al 1999.

## Publicacions
També és autor de diversos llibres: 
- Los sacerdotes solidarios (1971)
- Evolució d'un barri obrer Almeda-Cornellà (1977)
- Murmuris d'estels (1997)

A més ha escrit articles en diverses revistes i ha col·laborat en diverses publicacions de l'Arxiu Diocesà de Barcelona.

## Fons personal
El seu fons personal es conserva a l'Arxiu Nacional de Catalunya. El fons conté la documentació generada i rebuda per Oleguer Bellavista, principalment fruit de la seva activitat relacionada amb els moviments catòlics obrers i amb l'Església. Del conjunt del fons destaca la col·lecció de publicacions sobre l'Església, sobre moviment obrer i drets humans, i especialment, la col·lecció de la revista Correspondència de la qual fou fundador i director. També cal remarcar la documentació que inclou sobre l'Assemblea de Catalunya i el Grup de No-Alineats, informes, fullets i altra material de treball.